# San Pablo (station)
San Pablo är en tunnelbanestation i tunnelbanesystemet Metro de Santiago i Santiago, Chile. Stationen är en av två ändstationer på linje 1 (den andra är Escuela Militar). Den nästföljande stationen på samma linje är Neptuno. Linje 1 öppnades 1975. Sedan 2010 passerar även linje 5 San Pablo. Nästa station på linje 5 i riktning mot stationen Plaza de Maipú är Pudahuel och i riktning mot Vicente Valdés är det Lo Prado.
Trots att stationen ligger mitt under avenyn Avenida Neptuno, har den fått sitt namn efter avenyn Avenida San Pablo, som ligger ett par meter från uppgången. Avenida San Pablo är en hyllning till Paulus (som var en apostel; San Pablo på spanska), vilket är anledningen till stationen har namnet[källa behövs].